# Романюк Анастасія Миколаївна
Анастасія Миколаївна Романюк (нар. 25 лютого 1984) — українська футбольна арбітриня, представляє Івано-Франківськ. Арбітр ФІФА з 2015 року.

## Кар'єра
Закінчила Прикарпатський національний університет імені Василя Стефаника.
Суддівство розпочала 2005 року з регіональних змагань. Арбітр ДЮФЛ та аматорської першості України (2006—2011). З 2012 року стала судити матчі чоловічої другої ліги та чемпіонату U-19. Паралельно судила матчі жіночих змагань і була визнана найкращим арбітром жіночого чемпіонату України 2016 року.
З 2017 року судила матчі чоловічої першої ліги. Нагороджена призом «Найкращий арбітр першої ліги» за підсумками 2020 року.
14 листопада 2020 вперше в історії виконувала обов'язки четвертого арбітра в складі української жіночої бригади арбітрів на матчі чоловічих збірних Сан-Марино — Гібралтар в рамках Ліги націй.
9 травня 2021 року відсудила поєдинок 26-го туру УПЛ «Львів» — «Олімпік» (1:1), ставши лише другою жінкою-головним арбітром в історії Прем'єр-ліги після Катерини Монзуль.